# Ulga podatkowa
Ulga podatkowa – przewidziane w przepisach prawa podatkowego zwolnienia, odliczenia, obniżki albo zmniejszenia, których zastosowanie powoduje obniżenie podstawy opodatkowania lub wysokości podatku.

## Rodzaje ulg podatkowych
Generalnie ulgi podatkowe można podzielić na:
- uwzględniające poniesione przez podatnika koszty związane z uzyskaniem przychodu (np. ulgi z tytułu składek na ubezpieczenie społeczne);
- stanowiące zwrot kosztów związanych z egzystencją podatnika (np. ulgi z tytułu rehabilitacji podatnika będącego osobą niepełnosprawną i ulgi związane z zaspokajaniem potrzeb mieszkaniowych);
- ulgi o charakterze rodzinnym, takie np. jak związane z rehabilitacją niepełnosprawnych członków rodziny, ulga z tytułu wychowywania dzieci;
- ulgi o charakterze stymulacyjnym (np. darowizny na cele społecznie użyteczne, ulga inwestycyjna, ulgi dla małych firm, ulgi dla nowo powstałych firm);
- ulgi mające charakter zabiegu technicznego (np. zwrot nienależnie pobranych rent, przez co zapobiega się opodatkowaniu nieistniejącego dochodu).

## Ulgi podatkowe w Polsce
W polskim prawie podatkowym przewidziane są ulgi podatkowe przy podatku dochodowym od osób fizycznych. Ulga podatkowa może polegać w takim przypadku na:
- odliczeniu od uzyskanego dochodu (np. składki na ubezpieczenie społeczne);
- odliczeniu od podatku (np. składki na ubezpieczenie zdrowotne);
- zastosowaniu niższych stawek podatkowych.